# Bay City (Texas)
Bay City is een plaats (city) in de Amerikaanse staat Texas, en valt bestuurlijk gezien onder Matagorda County.

## Demografie
Bij de volkstelling in 2000 werd het aantal inwoners vastgesteld op 18.667.
In 2006 is het aantal inwoners door het United States Census Bureau geschat op 18.263, een daling van 404 (-2,2%).

## Geografie
Volgens het United States Census Bureau beslaat de plaats een oppervlakte van
22,0 km², geheel bestaande uit land. Bay City ligt op ongeveer 16 m boven zeeniveau.

## Plaatsen in de nabije omgeving
De onderstaande figuur toont nabijgelegen plaatsen in een straal van 32 km rond Bay City.

## Geboren in Bay-City
- Mal Whitfield (1924), sprinter en middellangeafstandsloper
- Joe DeLoach (1967), sprinter
- Charles Austin (1967), hoogspringer